# Robert Gadocha
Robert Gadocha (* 10. leden 1946, Krakov) je bývalý polský fotbalista. Hrával na pozici záložníka či útočníka.
S polskou reprezentací získal bronzovou medaili na mistrovství světa roku 1974. Má též zlatou medaili z olympijských her v Mnichově 72. Celkem za národní tým odehrál 52 utkání, v nichž vstřelil 13 branek.
S Legií Varšava se stal dvakrát mistrem Polska (1969, 1970) a jednou získal polský pohár (1973). S FC Nantes získal francouzský titul.
V anketě Zlatý míč, která hledala nejlepšího fotbalistu Evropy, skončil roku 1974 na osmém místě.